# Barbie: A Gyöngyhercegnő
A Barbie: A Gyöngyhercegnő (eredeti cím: Barbie: The Pearl Princess) egész estés amerikai 3D-s számítógépes animációs film.
Magyarországon 2014. március 19-én adták ki DVD-n.

## Cselekmény
Egy teljesen új történet a sellő világból, persze itt is lesznek gonoszok és jók ahogyan az mindig minden mesében szokott lenni. Barbie ezúttal Luminát játssza aki egy igazi hercegnő csak épp ő nem tudja azt hogy valójában hercegnő, de egy napon minden kiderül, hiszen semmi sem maradhat titokban. Ám ahhoz hogy ez mind kiderüljön nagyon sok kalandon kell végig mennie Luminának és ami még jól is jöhet az az hogy Lumina nagy varázserővel rendelkezik, ami lehet hogy jól is jöhet neki ez a képesség arra hogy megmeneküljön mindenki a gonosz és kapzsi habfiútól.

## Szereplők
| Szereplő | Eredeti hang   | Magyar hang | Leírás |
| -------- | -------------- | ----------- | ------ |
| Lumina   | Kelly Sheridan |             |        |